# County Carlow
Carlow (irisch Ceatharlach) ist ein County in der Republik Irland.

## Geografie
Carlow besteht in der Hauptsache aus Flachland. Im Südosten an der Grenze zum County Wexford erheben sich die Blackstairs Mountains mit dem 793 Meter hohen Mount Leinster.

## Geschichte
Die Gegend um Carlow ist seit Tausenden von Jahren besiedelt. Das Kloster St. Mullin’s wurde vermutlich rund um das 7. Jahrhundert gegründet. Das Schloss Carlow Castle ließ William Marshal, Earl of Pembroke sowie Lord of Leinster und Striguil von 1207 bis 1213 erbauen, zum Schutz der lebenswichtigen Flussquerung. Saint Patrick’s College stammt aus dem Jahre 1793 und das Carlower Gerichtsgebäude wurde im 19. Jahrhundert erbaut. Die Liberty Tree Brunnen in Carlow Zentrum erinnert an die Niederlage der United Irishmen im Jahre 1798. Im Jahr 1650, während Cromwells Eroberung Irlands, wurde Carlow von englischen Truppen besetzt, worauf bald die Kapitulation der Stadt Waterford folgte. Während einer versuchten Rebellion der „United Irishmen“ 1798 war Carlow Schauplatz eines Massakers an 600 Rebellen und Zivilisten. Die Liberty Tree Skulptur in Carlow, entworfen von John Behan, erinnert an die Ereignisse, die heute als „Schlacht von Carlow“ bekannt sind.

## Wirtschaft
Hier werden landwirtschaftliche Maschinen hergestellt. Die Gegend ist ein wichtiges landwirtschaftliches Zentrum für den Anbau von Weizen und Gerste und eines der Hauptgebiete der Schafhaltung und Rinderzucht in Irland.

## Politik
Die Sitzverteilung im Carlow County Council nach der Kommunalwahl im Juni 2024 ist:
| Partei                  | Sitze |
| ----------------------- | ----- |
| Fine Gael               | 6     |
| Fianna Fáil             | 5     |
| Sinn Féin               | 2     |
| Labour Party            | 1     |
| PBPS                    | 1     |
| Parteilose, Unabhängige | 3     |

Für die Wahl zum irischen Parlament (Dáil Éireann) bildet Carlow zusammen mit dem County Kilkenny einen Wahlkreis, der fünf Abgeordnete entsendet; bei der Wahl im November 2024 gab es folgendes Ergebnis:
| Partei      | Sitze |
| ----------- | ----- |
| Fianna Fáil | 3     |
| Sinn Féin   | 1     |
| Fine Gael   | 1     |

## Sehenswürdigkeiten
- Ballyloughan Castle
- Ballymoon Castle
- Baunogenasraid

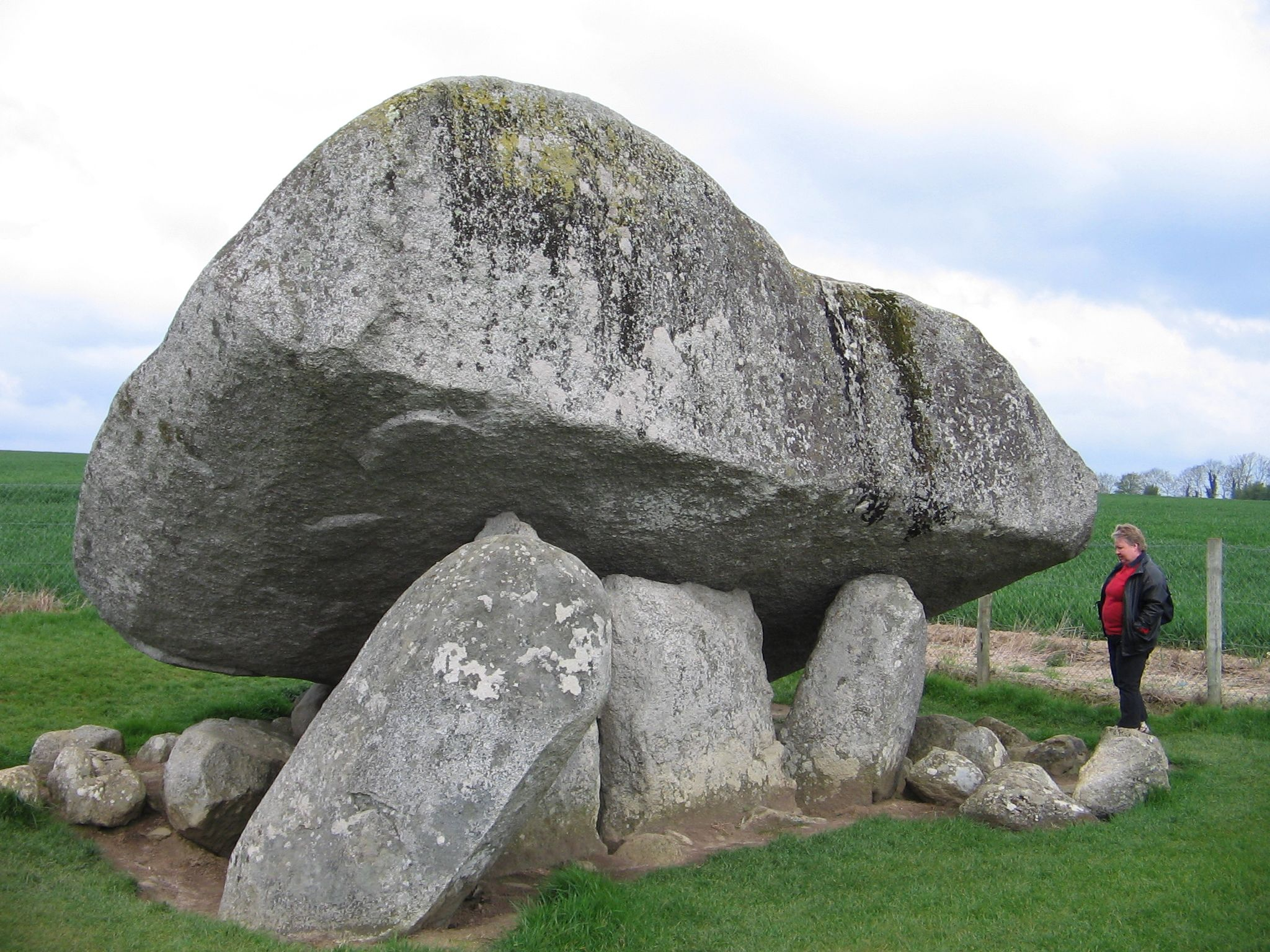
Der Brownshill Dolmen ist das Portal Tomb mit dem größten Deckstein (100 to) Irlands

- Browneshill-Dolmen auch Kernanstown Portal Tomb
- Haroldstown Dolmen
- Portal Tomb von Ballygraney
- Portal Tomb von Ballynoe
- Portal Tomb von Kilgraney

## Persönlichkeiten
- Nicholas Aylward Vigors (1785–1840) war ein Zoologe und Politiker